# Брауншвајг
Брауншвајг град је у њемачкој савезној држави Доња Саксонија. Налази се северно од планина Харц. Има 246.012 становника (2010). Град се налази на последњој пловној тачки реке Окер.

## Историја
Нису познати датум и околности оснивања града. По народној предаји Брауншвајг је настао спајањем два насеља. Једно је по предаји саксонски гроф Бруно II основао 861. на једној обали реке Окер. Друго је основао гроф Данквард. Оригинално име града Брунсвик је комбинација имена Бруно и вик, као места где су се трговци одмарали и складиштили своју робу.
У 12. веку је војвода Хенрик Лав створио од Брауншвајга престолницу своје државе, Осим тога изградио је и катедралу у Брунсвику. Био је толико моћан да се усуђивао да одбије да пружи војну помоћ цару Фридриху Барбароси.
Брауншвајг је био члан Ханзе од 13. века до средине 17, века. У 18. веку Брауншвајг је био не само политички центар, него и културни центар. Гетеов Фауст и „Емилија Галоти“ од Лесинга су најпре извођене у Брауншвајгу. Већину времена Брауншвајг је био седиште истоименог војводства, који је постао држава унутар Немачког царства након 1871. После Првог светског рата добио је републикански устав и био је држава у саставу Вајмарске републике. Након Другог светског рата држава Брауншвајг је престала да постоји уласком у састав Доње Саксоније. Брауншвајг је постао познат по томе што је ту Хитлер постао немачки држављанин и тиме је постао кандидат за Рајхстаг, па канцелар. Хитлер је 1932. био запослен у влади Брауншвајга у фебруару 1932, па је по том основу добио немачко држављанство. Каснији избор места Фолксвагенове фабрике у оближњем Волфсбургу представљао је Хитлеров одговор на доделу држављанства.
За време Другог светског рата Брауншвајг је био гарнизонски град 31. пешадијске дивизије, која је учествовала у инвазији Пољске, Белгије, Француске и Русије. Брауншвајг је претрпео јака разарања за време савезничких бомбардовања. У ваздушном нападу 15. октобра 1944. уништена је већина старога града, који је представљао највећи скуп полудрвених кућа у Немачкој. Уништена је и већина цркви, сем катедрале. Само мали део старог града преживео је бомбардовање. Остали део је рестауриран.

## Разно
Брауншвајг је био индустријски значајан. Данас је познат по универзитету и истраживачким институтима. Ту се налази савезни пољопривредни истраживачки центар. У Брауншвајгу се налази средња школа Мартино-Катаринеум, основана 1414. Њени ученици су били Карл Фридрих Гаус, Хофман фон Фалерслебен, Рихард Дедекинд. У Брунсвику се налазе два светски значајна произвођача клавира (Шимел и Штајнвеј).
Многа географска имена су настала од Брауншвајга, као нпр Њу Брунсвик у Канади. То је било због персоналне уније војводства Хановер са Великом Британијом од 1714. до 1837.

## Географски и демографски подаци
Град се налази на надморској висини од 75 метара. Површина општине износи 192,2 km². У самом граду је, према процјени из 2010. године, живјело 246.012 становника. Просјечна густина становништва износи 1.280 становника/km². Посједује регионалну шифру (AGS) 3101000, NUTS (DE911) и LOCODE (DE BWE) код.

## Међународна сарадња
| Мјесто       | Држава               | Врста сарадње | Од    |
| ------------ | -------------------- | ------------- | ----- |
| Сус          | Тунис                | партнерство   | 1980. |
| Казањ        | Русија               | пријатељство  | 1988. |
| Бандунг      | Индонезија           | партнерство   | 1960. |
| Кирјат Тивон | Израел               | партнерство   | 1985. |
| Бат          | Уједињено Краљевство | партнерство   | 1971. |
| Ним          | Француска            | партнерство   | 1962. |
| Омаха        | САД                  | пријатељство  | 1992. |
| Извор        |                      |               |       |

## Галерија
- Брауншвајг око 1900.
- Данквардрод замак
- Сент Андреас црква
- палата Ричмонд
- театар